# سوپرمن (فیلم ۱۹۴۱)
سوپرمن (به انگلیسی: Superman) که به عنوان سوپرمن: دانشمند دیوانه (به انگلیسی: Superman: The Mad Scientist) نیز شناخته می‌شود، یک انیمیشن کوتاه ۱۰ دقیقه در ژانر اکشن و ماجراجویی است که در سال ۱۹۴۱ توسط استودیو برادران فلیشر به کارگردانی دیو فلیشر ساخته و توسط کمپانی پارامونت پیکچرز توزیع شد. این انیمیشن اولین اپیزود مجموعه ۱۷ قسمتی سوپرمن در دهه ۴۰ میلادی می‌باشد. از دستاوردهای مهم این انیمیشن می‌توان به نامزدی جایزه اسکار بهترین انیمیشن کوتاه نام برد.

## خلاصه داستان
دانشمندی با اختراع اشعه ای قصد تخریب متروپلیس را دارد و در همین حین لوئیس لین توسط او گروگان گرفته می‌شود. سوپرمن مانع خرابی‌های شهر می‌شود و دستگاه او را ویران می‌کند. سپس قبل از فرو ریختن مخفیگاه او، سوپرمن هر دو نفر را بر دوش می‌گیرد و به سوی زندان پرواز می‌کند.

## استقبال و تأثیرات
بروس تیم و جیمز گان این انیمیشن را جزو آثار تحسین‌برانگیز کمیک بوکی قلمداد کردند و ادعا کردند که بر آثار آنان بسیار تأثیرگذار بوده است. شعار مشهور سوپرمن (حقیقت و عدالت) نیز در این انیمیشن پدید آمد و از همه جالبتر، ابتدا این ایده برادران فلیشر بود که سوپرمن قدرت پرواز داشته باشد!